# Teruel Existe
 (novembre 2019).
Si vous disposez d'ouvrages ou d'articles de référence ou si vous connaissez des sites web de qualité traitant du thème abordé ici, merci de compléter l'article en donnant les références utiles à sa vérifiabilité et en les liant à la section « Notes et références ».
Teruel Existe en français : « Teruel existe » (TE) est un parti politique espagnol de la province de Teruel fondé en 1999.

## Description
Le parti vise à défendre les intérêts de la province de Teruel, en Aragon, notablement affectée par l'exode rural et considérée comme faisant partie de l'Espagne vide.
Lors des élections générales du 10 novembre 2019, le parti arrive en tête dans la circonscription de Teruel. Il obtient un siège de député avec Tomás Guitarte. Au Sénat, deux sièges sont obtenus par Joaquín Egea et Beatriz Martín Larred. 

## Résultats électoraux

### Élections générales à Teruel
| Année   | Congrès des députés | Congrès des députés | Congrès des députés | Congrès des députés | Congrès des députés | Sénat |
| Année   | Tête de liste       | Voix                | %                   | Rang                | Mandats             | Sénat |
| ------- | ------------------- | ------------------- | ------------------- | ------------------- | ------------------- | ----- |
| 11/2019 | Tomás Guitarte      | 19 761              | 26,66               | 1re                 | 1 / 3               | 2 / 4 |
| 2023    | Tomás Guitarte      | 11 348              | 14,95               | 3e                  | 0 / 3               | 0 / 4 |